# Дървото на обесените
„Дървото на обесените“ (на английски: The Hanging Tree) е американски уестърн от 1959 година, създаден от Уорнър Брос с участието на Гари Купър и Карл Молдън, адаптация на едноименен роман. Действието във филма се развива през 60-те и 70-те години на XIX век в Монтана по време на златната треска.

## Сюжет
Джоузеф Фрайл (Гари Купър) е доктор, комарджия и стрелец, който пристига в малък град, с намерението да отвори лекарски кабинет. По пътя си той преминава покрай „дървото на обесените“, стар дъб с дебели клони, върху един от които е препасано въже с протрити краища, вероятно използвано като примка.
Той спасява и лекува Рюн (Бен Пиаца), млад обирджия, който е бил прострелян, и го обрича на робство, като начин да заплати лечението си. Фрайл приютява и изхранва Рюн, прикривайки самоличността му на ранен крадец.
Дилижансът, пътуващ към града е нападнат и ограбен. Кочияшът и пътниците от мъжки пол са избити, но се смята, че единствената жена, дъщеря на единия от пътниците, която е пътувала с дилижанса е оцеляла. Организирано е издирване и Елизабет Малър (Мария Шел) е открита от градския опортюнист „Френчи“ (Карл Молдън).
Осакатена от изгаряния, ослепяване и дехидратация, получени докато се укрива, привлекателната Елизабет е настанена в съседната на лекарския кабинет къща, където доктора трябва да започне лечението и. Това предизвиква възмущение сред праведните жени в града, които смятат, че Елизабет ще плати за възстановяването си предлагайки тялото си.
„Френчи“ се промъква в къщата при Елизабет, под предлог, че има бизнес предложение за нея и се опитва да я изнасили. Доктор Фрайл става свидетел на агресията на „Френчи“ и го изхвърля на вън. Той го бие и заплашва да го застреля. Много от жителите на града стават свидетели на сцената, включително един полудял народен лечител, доктор Гръб (Джордж Скот), който вижда заплаха в медицинската практика на Фрайл.
Елизабет възвръща зрението си и започва да проявява романтични намерения спрямо Фрайл, но той я отхвърля. Тя напуска обидена, но твърдо решена да забогатее като златотърсач, за да може да се разплати с доктора за лечението си и да стане независима.
Тя се присъединява към Рюн и „Френчи“, които възнамеряват да закупят участък от реката и да изградят шлюз. За да финансира проекта, Елизабет продава колието си, което е семейна ценност. Въпреки това, средствата не стигат и тя решава да вземе заем. Фрайл убеждава банкера да и отпусне необходимата сума, обезпечавайки заема, като по този начин се надява да задържи контрола си върху нея и тайно да я манипулира.
Елизабет отива при Фрайл с надеждата да разбере защо той не иска да отвърне на чувствата и. Той и разкрива, че бившата му съпруга е имала афера със собствения му брат и когато Фрайл ги хваща, те двамата се самоубиват. Вбесен, Фрайл запалва семейния дом с телата вътре в него. Той казва на Елизабет, че това е нещо, което не би могъл да забрави.
В преследване на богатството, Елизабет, Рюн и „Френчи“ откриват златна жила под един голям дънер. Те се завръщат в града като герои, хвърляйки златни късове на местното население, струпало се да ги посрещне. Вестта за намирането на злато бързо достига до ушите на местните бандити, предвождани от доктор Гръб. Докато мирните жители на града потушават пожар, предизвикан от Гръб, „Френчи“ използва момента, за да разкрие чувствата си на Елизабет. Нейната незаинтересованост предизвиква във „Френчи“ брутална проява на агресия и той се опитва отново да я изнасили. Фрайл се появява по време на новия агресивен акт на „Френчи“ и започва да го бие. „Френчи“ вади пистолет и стреля, но не успява да улучи Фрайл. Той отвръща на огъня при самозащита и убива „Френчи“, но бандитите стават свидетели на това.
Виждайки възможност да се отърве от конкуренцията, доктор Гръб призовава тълпата да линчува Фрайл. Те го хващат и го отвеждат при „дървото на обесените“, където му връзват ръцете и му слагат примка около врата. Рюн и Елизабет пристигат, носейки със себе си златото, което са добили. Елизабет предлага златото и правото на собственост върху парцела срещу живота на Фрайл. Съблазнени от офертата, бандитите се нахвърлят един на друг и линчът е избегнат.
Елизабет вече е изплатила дълга си към Фрайл в пълен размер. Рюн сваля примката от врата му, докато Елизабет се обръща и започва да се отдалечава. Фрайл я вика и тя се обръща, тръгвайки обратно към него. Той коленичи и започва да я гали с двете си ръце, докосвайки брадата и челото и.

## В ролите
- Гари Купър като доктор Джоузеф Фрайл
- Карл Молдън като „Френчи“ Плант
- Мария Шел като Елизабет Малър
- Джордж Скот като доктор Гръб
- Карл Суенсън като Том Флаунс
- Бен Пиаца като Рюн

## Продукция
Филмът е заснет в периода от 17 юни до 19 август 1958 година при бюджет от $ 1 350 000. Снимките протичат главно в планините, западно от Якима, щата Вашингтон. Началните сцени са заснети в средата на юни 1958 година североизточно от Гуус Прери, щата Вашингтон на северния бряг на река Бъмпинг. Измисленият малък миньорски град Скул Крийк е изграден югозападно от Найл, щата Вашингтон.

## Награди и номинации
- Награда Златен Лоуръл от наградите Лоуръл за най-добра мъжка роля на Гари Купър от 1959 година.
- Трето място за Златен Лоуръл от наградите Лоуръл за най-добра второстепенна мъжка роля на Карл Молдън от 1959 година.
- Номинация за Оскар за най-добра песен, за песента „The Hanging Tree“ на Джери Ливингстън и Мак Дейвид от 1960 година.
- Номинация за Златен Лоуръл от наградите Лоуръл за най-добра екшън драма от 1959 година.
- Номинация за Златен Лоуръл от наградите Лоуръл за най-добра песен, за песента „The Hanging Tree“ на Джери Ливингстън и Мак Дейвид от 1959 година.[1]